# Bartosz Salamon
Bartosz Salamon (Poznań, 1 mei 1991) is een Pools voetballer spelend voor Lech Poznań, die bij voorkeur als centrale verdediger speelt. Ook is hij een speler van het Pools voetbalelftal.

## Clubcarrière

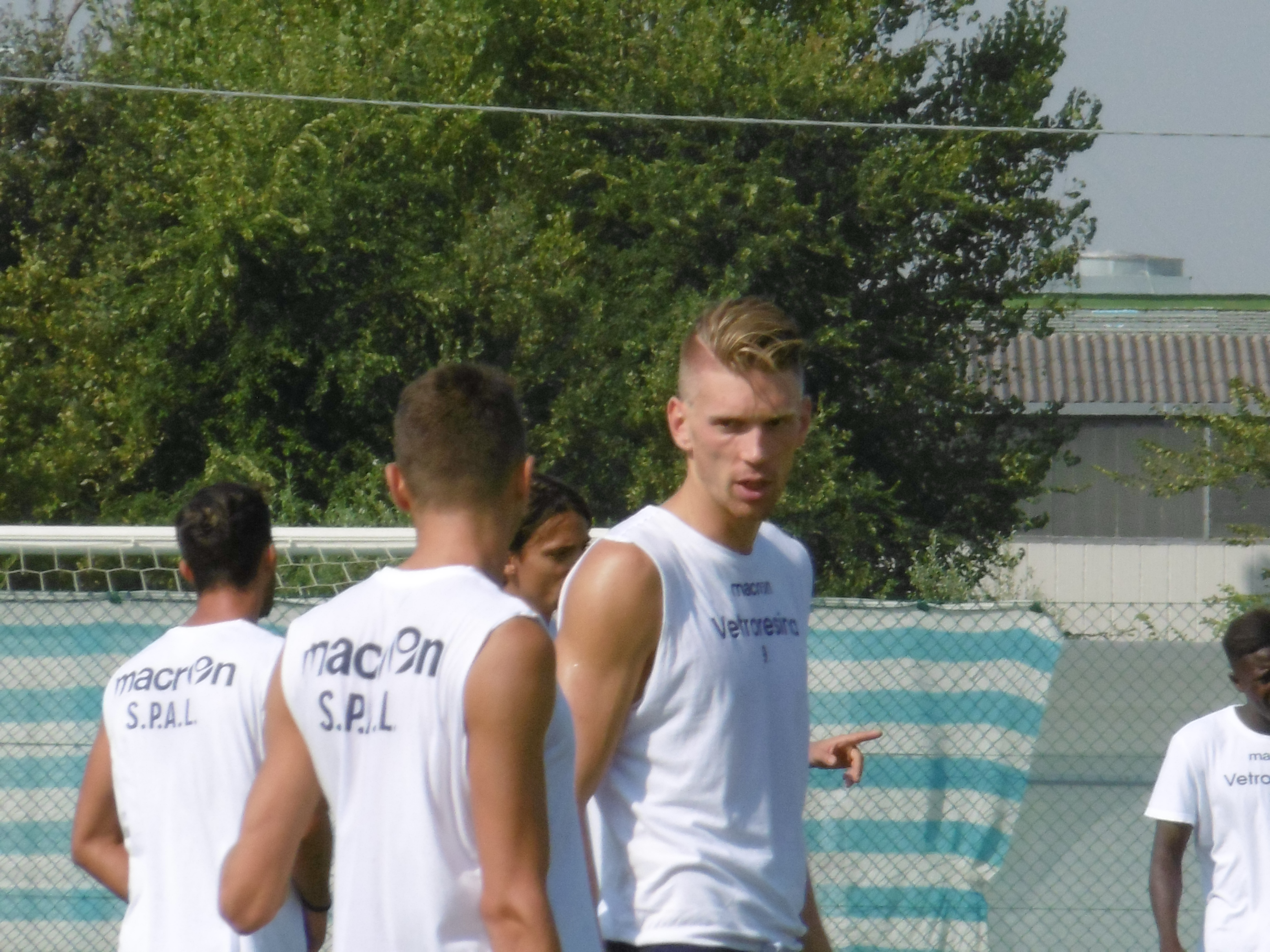
Salamon tijdens training in 2017 met SPAL

Brescia nam Salamon op zestienjarige leeftijd over uit de jeugd van Lech Poznań. Hij debuteerde op 3 mei 2008 in het eerste elftal van de Italiaanse club, tegen Modena in de Serie B. Op 17 januari 2009 begon hij voor het eerst in de basiself, tegen Pisa. Op 9 augustus 2009 scoorde hij zijn eerste doelpunt voor Brescia, tegen Ravenna in de Coppa Italia Aanvankelijk speelde Salamon als middenvelder. Tijdens het seizoen 2012/13 werd hij omgevormd tot centrale verdediger.

## Interlandcarrière
Salamon kwam uit voor Polen –16, –17, –18, –19, –20 en –21. In september 2010 kreeg hij een uitnodiging voor het Pools voetbalelftal, voor oefeninterlands tegen Ecuador en de Verenigde Staten. Onder leiding van bondscoach Waldemar Fornalik maakte hij op 26 maart 2013 zijn debuut in het Pools voetbalelftal in een WK-kwalificatiewedstrijd tegen San Marino (5–0). Hij moest in dat duel na 87 minuten plaatsmaken voor Marcin Wasilewski. Met Polen nam Salamon in juni 2016 deel aan het Europees kampioenschap voetbal 2016 in Frankrijk. Polen werd in de kwartfinale na strafschoppen uitgeschakeld door Portugal (1–1, 3–5). Jakub Błaszczykowski was de enige speler die miste. Salamon werd op 7 juni 2024 door bondscoach Michał Probierz opgenomen in de Poolse selectie voor het EK 2024 in Duitsland. Polen werd in de groepsfase uitgeschakeld met nederlagen tegen Nederland (1–2) en Oostenrijk (1–3) en een gelijkspel tegen Frankrijk (1–1). Salamon kwam op het toernooi enkel in actie tegen Nederland.
| Interlands van Bartosz Salamon voor Polen | Interlands van Bartosz Salamon voor Polen | Interlands van Bartosz Salamon voor Polen | Interlands van Bartosz Salamon voor Polen | Interlands van Bartosz Salamon voor Polen | Interlands van Bartosz Salamon voor Polen |
| №                                         | Datum                                     | Wedstrijd                                 | Uitslag                                   | Competitie                                | Goals                                     |
| Als speler bij AC Milan                   | Als speler bij AC Milan                   | Als speler bij AC Milan                   | Als speler bij AC Milan                   | Als speler bij AC Milan                   | Als speler bij AC Milan                   |
| ----------------------------------------- | ----------------------------------------- | ----------------------------------------- | ----------------------------------------- | ----------------------------------------- | ----------------------------------------- |
| 1                                         | 26 maart 2013                             | Polen – San Marino                        | 5 – 0                                     | Kwalificatie WK 2014                      |                                           |
| 2                                         | 4 juni 2013                               | Polen – Liechtenstein                     | 2 – 0                                     | Vriendschappelijk                         |                                           |
| 3                                         | 7 juni 2013                               | Moldavië – Polen                          | 1 – 1                                     | Kwalificatie WK 2014                      |                                           |
| Als speler bij Sampdoria                  |                                           |                                           |                                           |                                           |                                           |
| 4                                         | 14 augustus 2013                          | Polen – Denemarken                        | 3 – 2                                     | Vriendschappelijk                         |                                           |
| 5                                         | 10 september 2013                         | San Marino – Polen                        | 1 – 5                                     | Kwalificatie WK 2014                      |                                           |
| Als speler bij Cagliari                   |                                           |                                           |                                           |                                           |                                           |
| 6                                         | 23 maart 2016                             | Polen – Servië                            | 1 – 0                                     | Vriendschappelijk                         |                                           |
| 7                                         | 26 maart 2016                             | Polen – Finland                           | 5 – 0                                     | Vriendschappelijk                         |                                           |
| 8                                         | 6 juni 2016                               | Polen – Litouwen                          | 0 – 0                                     | Vriendschappelijk                         |                                           |
| 9                                         | 4 september 2016                          | Kazachstan – Polen                        | 2 – 2                                     | Kwalificatie EK 2016                      |                                           |
| Als speler bij Lech Poznań                |                                           |                                           |                                           |                                           |                                           |
| 10                                        | 24 maart 2022                             | Schotland – Polen                         | 1 – 1                                     | Vriendschappelijk                         |                                           |
| 11                                        | 27 maart 2023                             | Polen – Albanië                           | 1 – 0                                     | Kwalificatie EK 2024                      |                                           |
| 12                                        | 26 maart 2024                             | Wales – Polen                             | 0 – 0 (4–5 n.s.)                          | Kwalificatie EK 2024                      |                                           |
| 13                                        | 7 juni 2024                               | Polen – Oekraïne                          | 3 – 1                                     | Vriendschappelijk                         |                                           |
| 14                                        | 10 juni 2024                              | Polen – Turkije                           | 2 – 1                                     | Vriendschappelijk                         |                                           |
| 15                                        | 16 juni 2024                              | Polen – Nederland                         | 1 – 2                                     | EK 2024                                   |                                           |

## Erelijst
Cagliari Calcio
- Serie B

2016